# Litesound
Litesound es una banda de pop rock bielorruso-italiana que representó a Bielorrusia en el Festival de la Canción de Eurovisión 2012. La banda está compuesta por los dos hermanos Dmitry y Vladimir Karyakin, y el cantante italiano Jacopo Massa.

## Carrera

### Primeros años y álbum de debut
La banda, concebida originalmente como un dúo acústico, la formaron en 2002 los hermanos Dmitry y Vladimir Karyakin. En 2004, la banda se convirtió en cuarteto, incluyendo al bajista Mario Gulinsky y al batería Sergey Grinko. En 2006, la banda ganó el Festival Internacional de Música de Maiori, celebrado en Italia, donde conocieron al cantante italiano Jacopo Massa, quien también participaba en la competición. Massa y Litesound comenzaron a colaborar, y Massa apareció como invitado en varios conciertos de la banda. Massa se convirtió después en un miembro oficial de la banda, mientras Gulinsky y Grinko abandonaban el grupo en 2006.
La banda compitió en Eurofest 2006, la preselección bielorrusa para Eurovisión 2006, interpretando la canción "My Faith". Litesound volvió a participar en Eurofest 2008, interpretando "Do You Believe", y en Eurofest 2009, acanbando en tercer lugar con "Carry On", con acompañamiento vocal de Dakota.
En 2010, la banda publicó su álbum debut Going to Holliwood, que incluía el sencillo "Solo per te".

### Festival de Eurovisión 2012
Desde diciembre de 2011, Litesound participó en el Eurofest 2012, la preselección nacional para escoger el representante de Bielorrusia en el Festival de la Canción de Eurovisión 2012. Durante la semifinal de Eurofest, celebrada el 21 de diciembre de 2011, Litesound interpretó la canción "We are the heroes". Después de clasificarse para la final, decidieron no hacer uso de la posibilidad de cambiar de canción. El 14 de febrero de 2012, Alyona Lanskaya fue anunciada como ganadora de Eurofest 2012, mientras que Litesound quedaron en segundo lugar.
Sin embargo, el presidente de Bielorrusia Aleksandr Lukashenko condujo una investigación sobre un presunto fraude en las votaciones del jurado, y la ganadora original fue después descalificada. Litesound reemplazaron por tanto a Alyona Lanskaya, representando a Bielorrusia en el Festival de Eurovisión 2012.
El 24 de mayo de 2012, participaron en la segunda semifinal del Festival de la Canción de Eurovisión 2012 celebrado en Bakú, Azerbaiyán, donde quedaron en 16º lugar con 35 puntos, por lo que no lograron clasificarse a la final.

### Desde 2020
En 2020, los músicos criticaron la política de las autoridades bielorrusas con respecto a la pandemia del coronavirus. Después de eso, al grupo se le negaron varios conciertos. En julio de 2020, Litesound lanzó una versión en bielorruso de la canción "We Are The Heroes". El grupo habló en un mitin en apoyo de Svetlana Tijanóvskaya.
El 13 de octubre de 2022, los hermanos Karyakin y sus padres fueron detenidos por soldados de la SOBR (unidad especial de respuesta rápida) con equipo completo. En marzo de 2023, los cuatro fueron sentenciados a varios años de restricción de libertad por participar en las protestas de 2020.

## Miembros
- Dmitry Karyakin – voz (2002–presente)
- Vladimir Karyakin – guitarra (2002–presente)
- Jacopo Massa – voz (2006–presente)

Antiguos miembros
- Mario Gulinsky – bajo eléctrico (2004–2006)
- Sergey Grinko – batería (2004–2006)